# Porta dels Serrans
La Porta dels Serrans o Torres dels Serrans (o també «portal» o «portes») era l'entrada nord a la muralla del segle xiv de la ciutat de València. Quan hi havia la murada s'anomenava porta dels Serrans, però quan aquesta fou enderrocada, en quedar les torres exemptes, passà a dir-se popularment torres dels Serrans.
El nom dels Serrans podria provenir del fet que estiguen en el camí que porta a la comarca de la Serrania o bé del fet que la majoria dels repobladors d'aquest barri de la ciutat en temps de Jaume I provenien de la zona de Terol, que d'alguna manera també eren «serrans» per als de la plana valenciana, per tal com aquesta ciutat aragonesa es troba aigües amunt del riu Túria. Si pel barri del Salvador es van instal·lar els catalans, i el pont que el connecta amb l'altra vora del riu es diu pont dels catalans (hui de la Trinitat), era lògic que l'altre pont de més amunt fora el pont dels terolencs o serrans, per tal com aquests s'havien instal·lat en el barri contigu. Hi ha una tercera teoria que diu que pogué prendre el nom de la principal família que habitava el carrer homònim.
És un gran referent de la ciutat de València i un dels seus monuments millor conservats. De l'antiga muralla, que s'ordenà enderrocar a mitjan segle xix (i culminà el 1865), només resta aquesta porta, la Porta de Quart amb un llenç de murada d'uns 30 metres, i alguns altres vestigis pitjor conservats, com ara els fonaments del Portal dels Jueus i els que es troben en la Sala de la Muralla de l'Institut Valencià d'Art Modern i al Museu Valencià de la Il·lustració i de la Modernitat.

## Construcció i estructura
Els jurats de València encomanaren la seua construcció al mestre Pere Balaguer, també autor del Micalet, qui per inspirar-se visità les portes de Sant Miquel de Morella (Doménec Taravall, 1358-1362) i la Porta Reial del Monestir de Poblet (Fra Guillem de Guimerà 1369), que al seu torn s'inspirava en l'estil arquitectònic genovès.
Si bé les Torres dels Serrans s'assemblen a les de Morella i, sobretot, a les de Poblet són, però, molt més imponents i majestuoses. Semblen concebudes tant per a finalitat defensiva com ornamental, amb una funció pròxima a la que faria un arc de triomf. Aquestes torres foren triades per a fer l'entrada solemne a la ciutat per Martí l'Humà el 1402.
|  |  |

La construcció s'inicià el 6 d'abril de 1392 sobre els terrenys de l'anterior porta, dita «de Roters», i el 7 de març de 1398 ja s'havia finalitzat. La composició interior dels murs és de maçoneria, per fer més sòlida la fortificació defensiva. Per fer l'exterior intervingué un gran nombre de picapedrers que ornaren el mur per a donar-li l'acabat sumptuós que presenta amb 2.750 carreus amb 77 marques diferents, pertanyents a 27 tallers. La pedra provenia de les pedreres de Bellaguarda (Callosa d'en Sarrià, embarcada a Benidorm), de l'Almaguer (Alginet), de Rocafort i de Godella.
El 1397, quasi acabades les obres, es plantejà la necessitat de millorar l'accés a la planta noble de les torres. Per això es projectà la monumental escala de pedra, que engrandí l'edifici i facilità el seu ús en les festes de benvinguda.
|  |  |  |

Cal dir que la finalitat ornamental i defensiva de les Torres no s'aplicà a la part interior que mira cap a la ciutat, que es deixà a gola oberta (sense cobrir), a petició dels jurats, per tal que la fortalesa no poguera ser utilitzada per les forces militars en contra de la mateixa ciutat.
El monument està constituït per dues torres poligonals, subdividides al seu torn en tres plantes, unides per un cos central que alberga la porta pròpiament dita. L'ús de la forma poligonal (com la semicircular en el cas de la Porta de Quart) es degué a l'avantatge defensiu d'aquest tipus d'arestes enfront dels cantons en angle recte que són més vulnerables als projectils. Entre els elements més originals de les Torres dels Serrans destaca l'element decoratiu profusament usat per decorar el cos central d'estil gòtic flamíger.

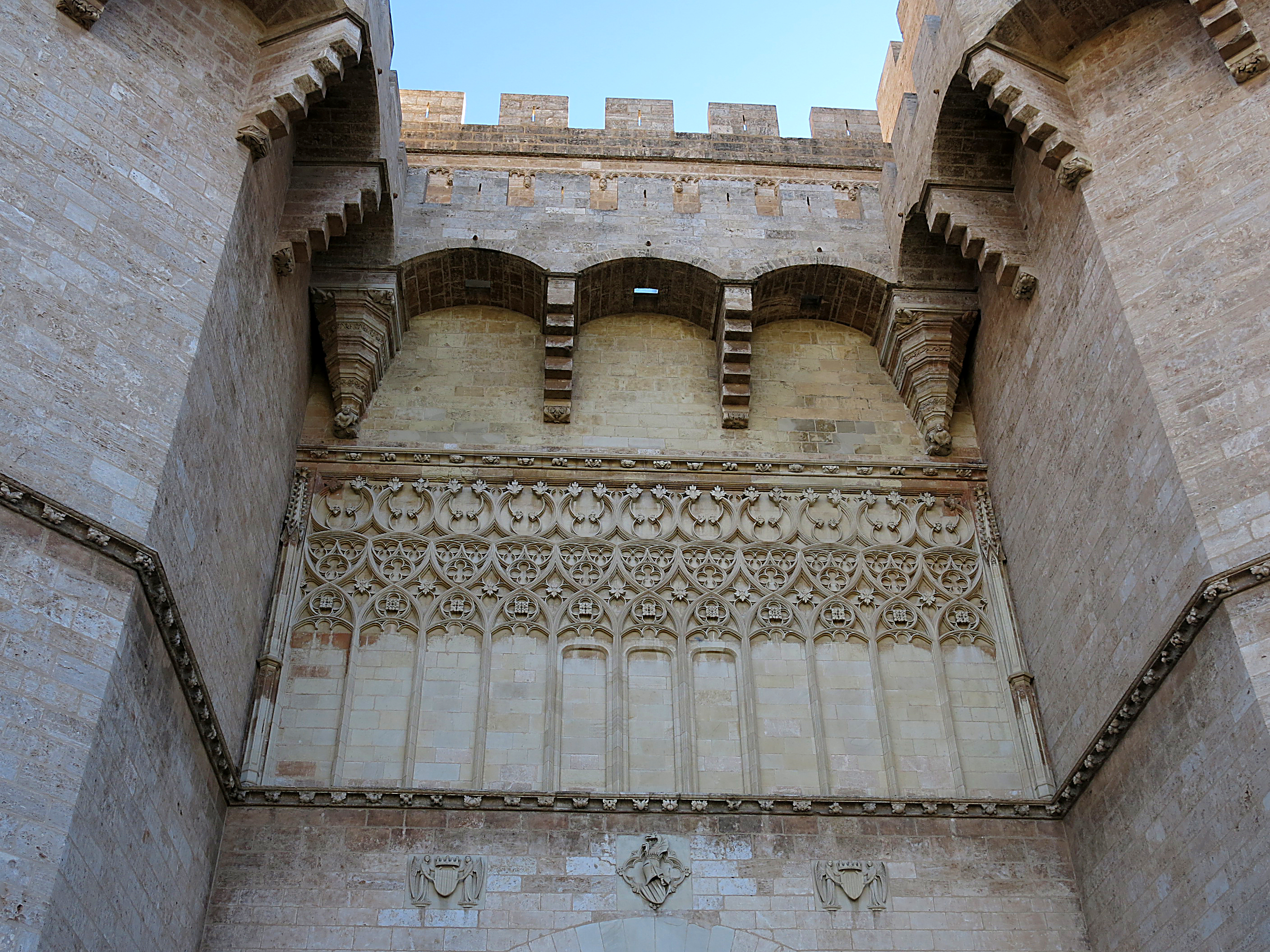
Vista de la decoració flamígera de la Porta dels Serrans

## Història i usos
El seu ús principal durant molt de temps va ser el de servir de defensa en qualsevol setge o atac eventual a la ciutat, però més generalment s'utilitzava per a cerimònies i entrades oficials d'ambaixadors i de reis, i se la considerava (i encara se la considera) com l'entrada principal de la ciutat. No debades era l'entrada nord, el camí reial de Barcelona i de Saragossa, per on els reis d'Aragó i comtes de Barcelona entraven a la ciutat de València.
El 1586, després de l'incendi de la ciutat, les portes es reconvertiren en presó de nobles i cavallers, fins que aquests presos foren traslladats al Convent de Sant Agustí el 1887. A partir d'eixe moment tingué diverses utilitats fins a l'actualitat, com ara Arxiu Històric Municipal o museu de maquetes i altres elements navals.
Les Torres de Serrans, junt amb el Col·legi del Patriarca, albergaren les obres de Tesoro Artístico evacuades del Museu del Prado i la Biblioteca Nacional des de novembre de 1936 fins a abril de 1938. Concretament a les Torres es dipositaren els tapissos del patrimoni de la República i obres mestres del Museu del Prado. Les Torres de Serrans van ser triades per les característiques de l'edificació que oferien una major seguretat front els bombardejos, a més a més l'estructura va ser reforçada amb noves voltes de formigó. Uns cinc-cents quadres van ser enviats a València i la majoria s'emmagatzemaren a la base d'una de les Torres. A l'altra es conservaren els tapissos, més de tres-cents, que es conservaren estesos sobre una plataforma alçada amb eixe propòsit.
|  |  |  |

El seu ús com a presó indultà aquestes torres (i les de Quart) quan la muralla fou enderrocada, però també suposà un maltractament per a l'edifici, especialment en la seua estructura interior. Així, se cegaren les grans arcades obertes de l'interior i es perforà el mur exterior per diverses finestres, al mateix temps que desaparegué la barbacana emmerletada que les coronava. El 1871, l'ajuntament de València decidí reblir el vall situat davant de les portes, fet que prostituí l'aspecte de les portes.
Entre 1893 i 1914, la Reial Acadèmia de Belles Arts de Sant Carles, portà a terme una reeixida restauració dirigida per l'escultor i acadèmic Josep Aixa. El 2002 es van tornar a netejar i van quedar amb el seu aspecte actual.
En l'actualitat les torres són un monument visitable de la ciutat. Hom pot pujar fins a dalt i fruir de les magnífiques vistes de la Ciutat Vella o del front fluvial amb el jardí del Túria. Les torres dels Serrans s'utilitzen a més per a diversos actes, entre els quals el més característic és la crida de les festes de les Falles, en la qual a la darreria de febrer la fallera major crida els valencians i fallers a començar les falles.